# NGC 2292
NGC 2292 је спирална галаксија у сазвежђу Велики пас која се налази на NGC листи објеката дубоког неба.
Деклинација објекта је - 26° 44' 47" а ректасцензија 6h 47m 39,4s. Привидна величина (магнитуда) објекта NGC 2292 износи 10,8 а фотографска магнитуда 11,8. Налази се на удаљености од 29,373 милиона парсека од Сунца. NGC 2292 је још познат и под ознакама ESO 490-48, MCG -4-16-22, VV 178, AM 0645-264, CGMW 2-41, PGC 19617.